# Modesto (Illinois)
Modesto es una villa ubicada en el condado de Macoupin en el estado estadounidense de Illinois. En el Censo de 2010 tenía una población de 189 habitantes y una densidad poblacional de 130,54 personas por km².

## Geografía
Modesto se encuentra ubicada en las coordenadas 39°28′44″N 89°58′49″O / 39.47889, -89.98028. Según la Oficina del Censo de los Estados Unidos, Modesto tiene una superficie total de 1.45 km², de la cual 1.45 km² corresponden a tierra firme y (0%) 0 km² es agua.

## Demografía
Según el censo de 2010, había 189 personas residiendo en Modesto. La densidad de población era de 130,54 hab./km². De los 189 habitantes, Modesto estaba compuesto por el 97.35% blancos, el 0.53% eran afroamericanos, el 0.53% eran amerindios, el 0% eran asiáticos, el 0% eran isleños del Pacífico, el 0% eran de otras razas y el 1.59% pertenecían a dos o más razas. Del total de la población el 1.06% eran hispanos o latinos de cualquier raza.